# Gallien-Krueger
Gallien-Krueger, conosciuta anche come 'GK' (come viene riportato nel logo), è un'azienda fondata a Stockton nel 1968 che produce amplificatori per basso e altoparlanti.

## Storia
Robert Gallien ha fondato l'azienda, a qual tempo nata con il nome GMT, nel garage di casa sua a San Jose, mentre lavorava come ingegnere per la Hewlett-Packard. I suoi primi amplificatori sono stati i GMT 226A e 226B (chiamati così per la loro potenza) ed erano non convenzionali nel design perché basati su transistors al posto delle classiche valvole.  Carlos Santana è stato uno dei primi ad acquistare il GMT 226A (seriale #6) che può essere visto chiaramente nel film Woodstock - Tre giorni di pace, amore e musica.
Nel corso dei primi anni '70 Bob Gallien trovò l'affiancamento di altri ingegneri della HP e l'azienda modificò il nome da GMT (acronimo di Gallien-Martin-Taylor) a Gallien-Krueger. Sebbene Rich Krueger non sia più coinvolto nell'azienda, il nome è rimasto invariato. Nel 1983 l'azienda lanciò gli amplificatori per basso chiamati '800RB' che nel futuro determineranno il suo successo. Il 'sound' 'GK' è caratterizzato da un 'growl' secco a da una risposta veloce dell'amplificatore in classe H. L'azienda ha interrotto la produzione di amplificatori per chitarra nei primi anni '90 e ha continuato a produrre amplificatori, cabinet e preamplificatori per basso.